# 阿德里安·梅特卡夫
阿德里安·梅特卡夫（英語：Adrian Metcalfe，1942年3月2日—2021年7月2日），英国男子田径运动员，主攻短跑。他曾代表英国参加1964年夏季奥林匹克运动会田径比赛，获得男子4×400米接力银牌。